# Khu liên hợp thể thao

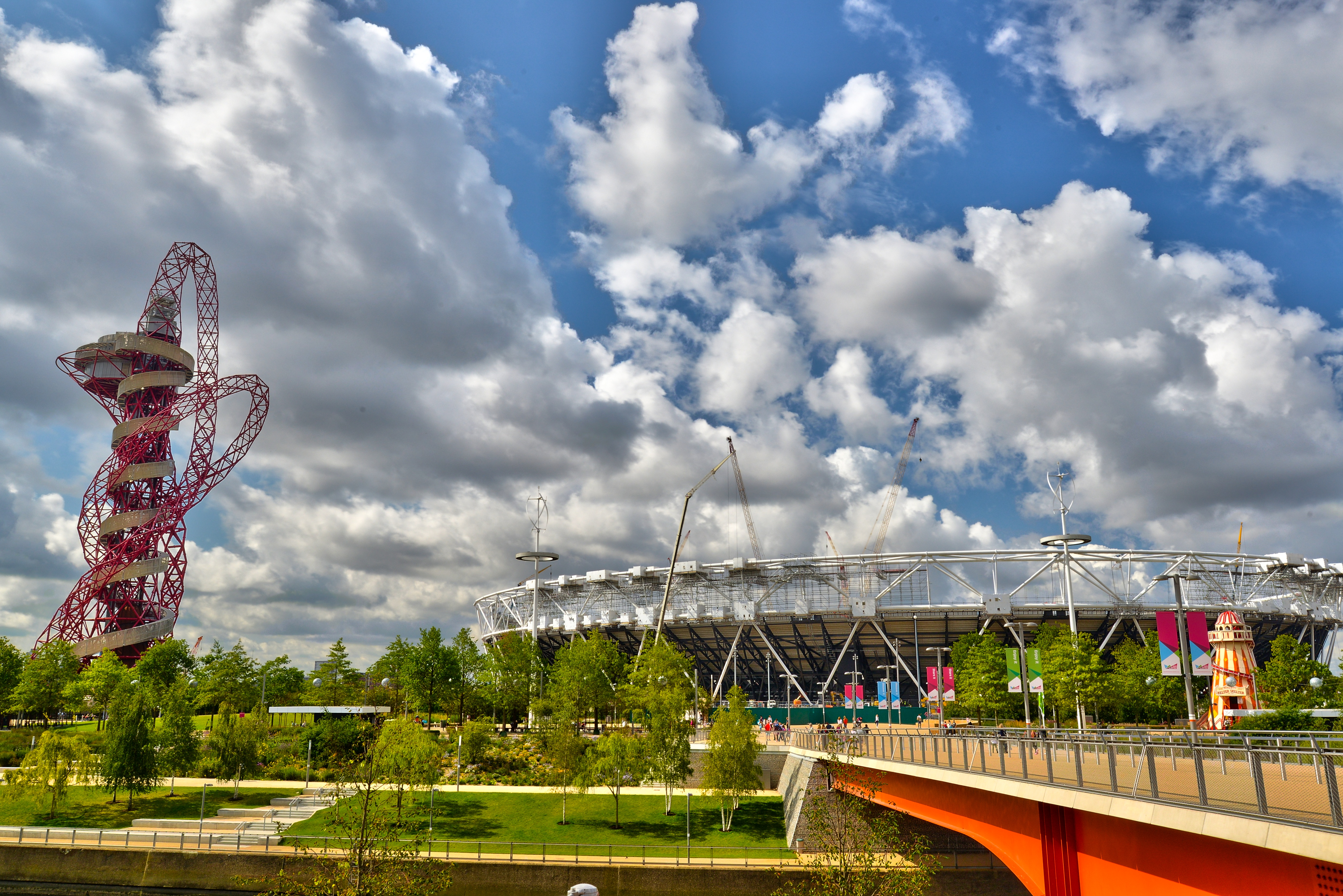
Một khu phức hợp thể thao ở Anh

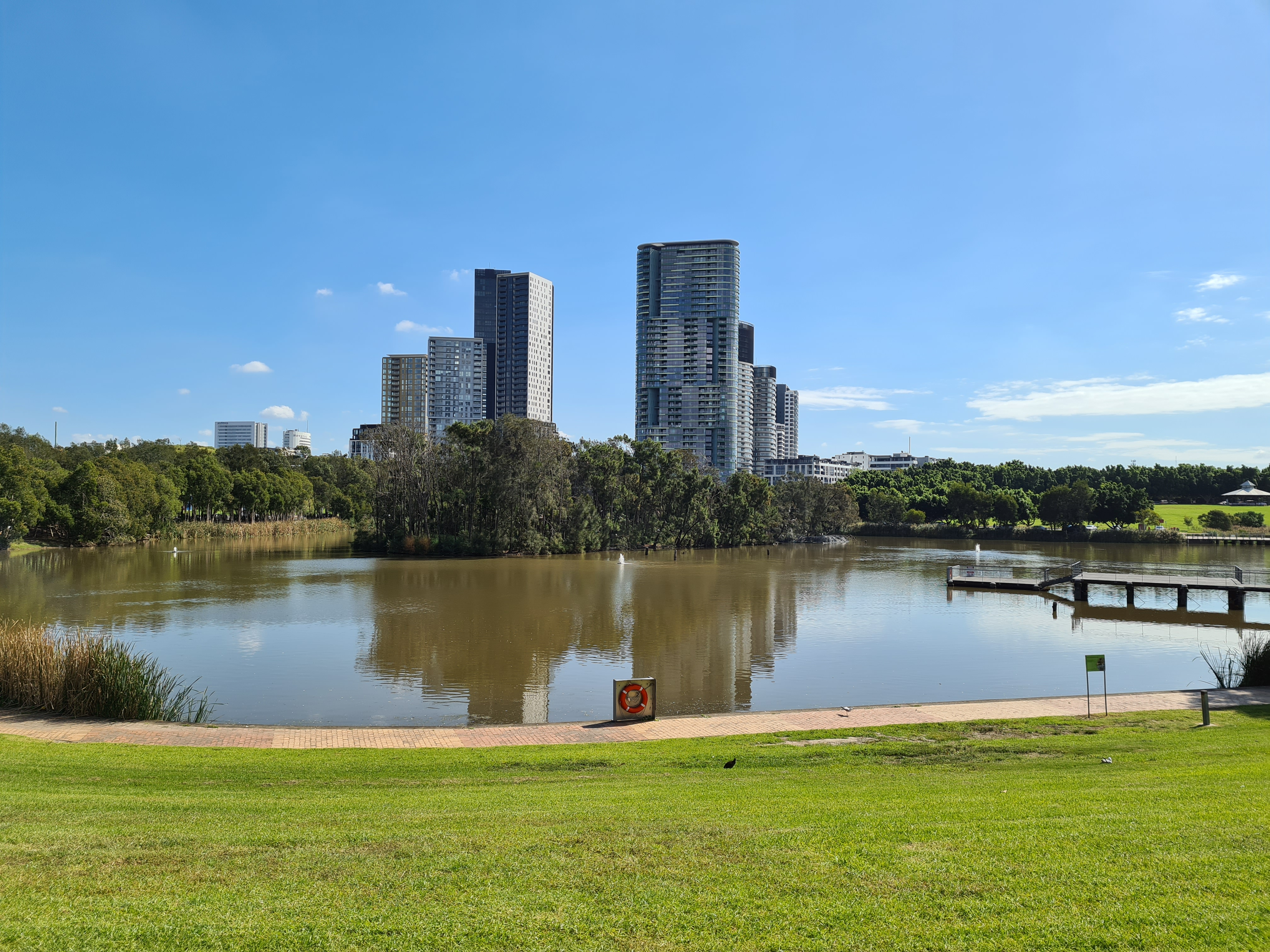
Quang cảnh làng Olympic Sydney

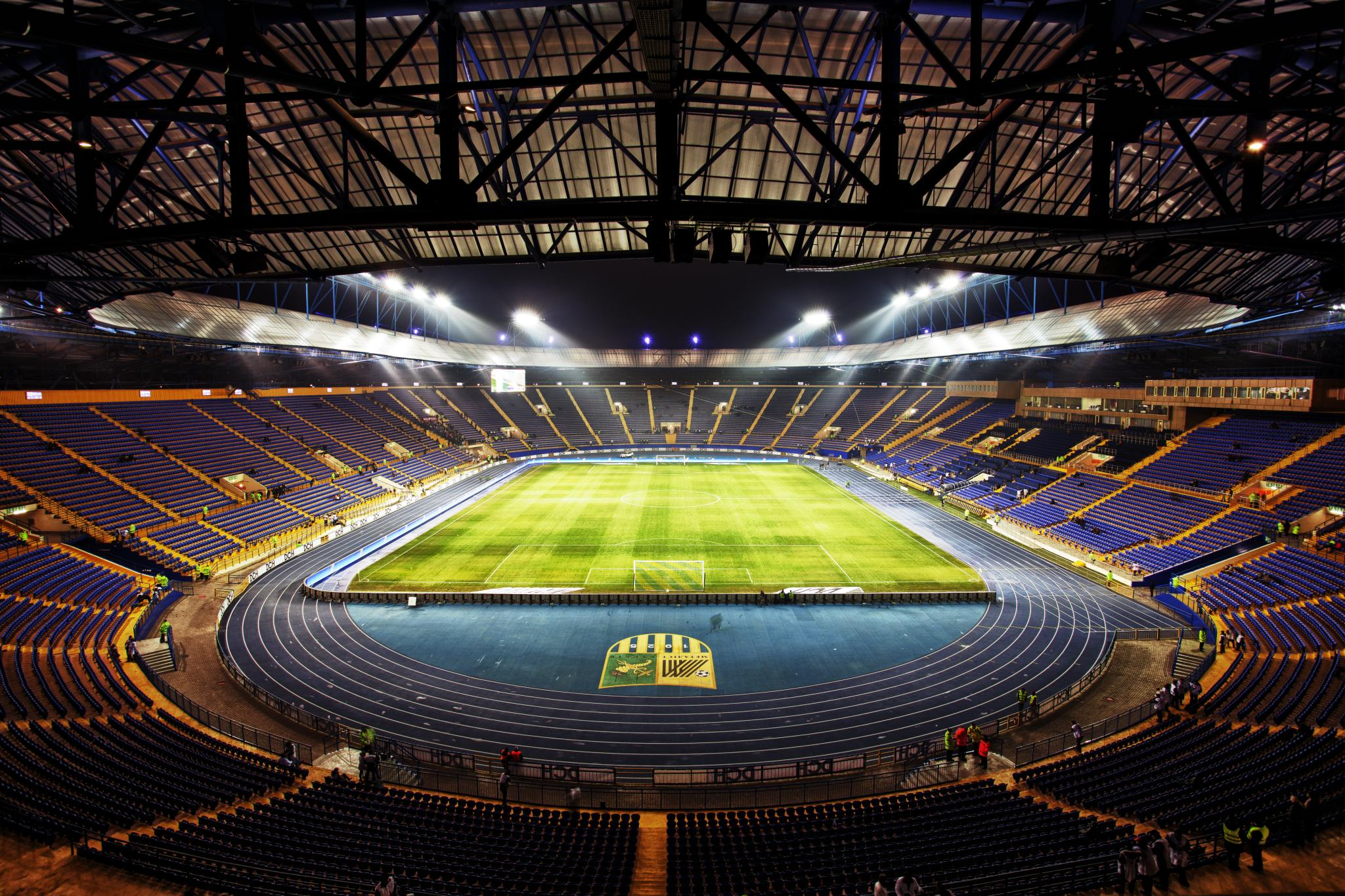
Khu liên hợp thể thao Oblast Metalist

Khu liên hợp thể thao (Sports complex) hay Khu phức hợp thể thao hay Trung tâm thể dục thể thao là một nhóm tổ hợp các cơ sở thể dục thể thao sử dụng đa chức năng và liên kết với nhau như sân vận động có sân cỏ và đường chạy điền kinh, sân vận động dành riêng cho bóng đá (sân vận động bóng đá), sân vận động bóng chày, bể bơi và Đấu trường trong nhà, sân vận động Olympic. Khu vực như vậy được gọi là khu liên hợp thể thao, rèn luyện sức khỏe. Làng Olympic (Olympic Park) cũng là một loại hình phức hợp giải trí và thể thao.

## Các khu liên hợp
- Azadi Sport Complex (Khu liên hợp thể thao Azadi)
- Cebu City Sports Complex (Khu liên hợp Trung tâm thể thao thành phố Cebu)
- Dasana Indah Sport City
- Davao City–UP Sports Complex
- Davao del Norte Sports Complex
- Deli Sport City
- Doyo Baru Sport Complex
- Gelora Bung Karno Sports Complex
- Gelora Bung Tomo Sports Complex
- Rizal Memorial Sports Complex (Khu liên hợp thể thao tưởng niệm Rizal)
- Jerusalem Sports Quarter
- My Dinh National Sports Complex (Khu liên hợp thể thao quốc gia Mỹ Đình)
- Jakabaring Sport City
- Jalak Harupat Sports Complex
- JRD Tata Sports Complex
- Kalinga Stadium
- Lukas Enembe Sport Complex
- Malaysia National Sports Complex
- Marikina Sports Center
- Mimika Sport Complex
- Nanjing Olympic Sports Center (Trung tâm thể thao Olympic Nam Kinh)
- New Clark City Sports Complex
- Olympic Green
- Panaad Park and Sports Complex
- Rawamangun Sports Complex
- Shree Shiv Chhatrapati Sports Complex (Khu liên hợp thể thao Shree Shiv Chhatrapati)
- Seoul Sports Complex (Khu liên hợp thể thao Seoul)
- Siliwangi Sport Complex
- Singapore Sports Hub
- The Sports Hub Trivandrum
- Anella Olímpica
- Athens Olympic Sports Complex
- Faliro Coastal Zone Olympic Complex
- First Direct Arena
- Foro Italico
- Goudi Olympic Complex
- Headingley Stadium
- Hellinikon Olympic Complex
- Horsfall Stadium
- Manchester Regional Arena
- Odsal Stadium
- Olympiapark Berlin
- Park Avenue (stadium)
- Prioritet Serneke Arena
- Queen Elizabeth Olympic Park
- Torino Olympic Park
- Camden Yards Sports Complex
- ESPN Wide World of Sports Complex
- Gateway Sports and Entertainment Complex
- Meadowlands Sports Complex
- Olympic Park, Montreal
- South Philadelphia Sports Complex
- Truman Sports Complex
- Whistler Olympic Park
- Ballarat Sports Events Centre
- Canberra International Sports & Aquatic Centre
- Marden Sports Complex
- Marrara Sporting Complex
- Maroochydore Multi Sports Complex
- Melbourne Sports and Entertainment Precinct
- Moreton Bay Central Sports Complex
- Murray Sporting Complex
- Piggabeen Sports Complex
- Queensland Sport and Athletics Centre
- Springvale Indoor Sports Centre
- South Pine Sports Complex
- Sydney Olympic Park
- Willows Sports Complex
- Atanasio Girardot Sports Complex (Khu liên hợp thể thao Atanasio Girardot)
- Barra Olympic Park (Công viên Olympic Barra)
- Deodoro Olympic Park